# Concepción Guillén Martínez
Concepción Guillén Martínez, (Albox, 1907 - Lérida, 13 de mayo de 1943) fue una miliciana conocida con los apodos de La Baeta y La Leona. Fue sometida a un Consejo de Guerra Sumarísimo y se convirtió en una de las últimas mujeres fusiladas en Cataluña, víctima de la represión franquista.

## Biografía
Hija de Antonia y Pedro, era de condición muy humilde por lo que emigró a Cataluña. Vivía con una hija pequeña en la barriada del Somorrostro de Barcelona y se ganaba la vida vendiendo verduras en un puesto ambulante del Mercado de la Concepción. Guillén sabía leer y sus ideales eran de izquierdas. En 1936, al estallar la guerra civil española, convivía con Juan Baeta Sáncho, un activista de la FAI al que siguió cuando éste se trasladó a la Seo de Urgel. Dispuestos a defender la República y a luchar por la revolución proletaria, formaron parte del Comité Local de las Milicias Antifascistas. Baeta Sancho murió en el frente. 
Concepción Guillén fue detenida en 1940 y recluida en la Prisión de Les Corts. El 8 de agosto de 1941 fue trasladada a Lérida, iniciándose un largo proceso lleno de irregularidades y contradicciones. Durante casi dos años fueron citados a declarar más de cuarenta y cinco testigos. Se le acusó de ser una depravada libertina, de ir con pantalones, de llevar pistola, conducir un coche y haber participado en casi todos los crímenes de la comarca. Una fotografía donde aparece vestida de miliciana, que todavía se conserva en el Procedimiento Sumarísimo, fue la prueba definitiva para su sentencia de muerte.
El 13 de mayo de 1943, a las seis de la mañana, fue fusilada en la tapia del Cementerio de Lérida. Tenía 36 años.